# Kreayshawn
Kreayshawn (* 24. September 1989 in San Francisco, Kalifornien; bürgerlicher Name Natassia Gail Zolot) ist eine US-amerikanische Rapperin und Musikvideoregisseurin, welche 2011 durch ihren Hit Gucci Gucci bekannt wurde.

## Kindheit
Zolot wurde in San Francisco geboren und wuchs in Pleasanton auf. Sie ist die Tochter von Elka Zolot, ein Gründungsmitglied der San-Francisco-Garage-Punk-Band The Trashwomen. Zolot besuchte die MetWest, Oakland High School, Alameda High School und die Island High School, bekam aber keinen Abschluss. Sie besuchte auch das Berkeley Digital Film Institute, welches sie ebenso ohne Abschluss verließ.

## Karriere
Kreayshawn führte in den Musikvideos des Rappers Lil B Regie. Später wurde sie Mitglied der Gruppe White Girl Mob zusammen mit den Rapperinnen V-Nasty und DJ Lil’ Debbie.
Ihr gelang der Durchbruch, als sie das Musikvideo zu ihrer Single Gucci Gucci auf dem Videoportal YouTube veröffentlichte. Innerhalb der ersten drei Wochen wurde das Video über 3 Millionen Mal angesehen. Stand Juni 2024 wurde es mehr als 76 Millionen Mal angeklickt. Im Refrain des Liedtextes grenzt sich Kreayshawn von Personen ab, die sich nur über Mode-Designer-Marken wie Gucci, Fendi, Louis Vuitton oder Prada definieren.
Am 8. Juni 2011 wurde bekannt, dass Kreayshawn einen Vertrag mit Columbia Records unterschrieben hat.
Am 23. Juni 2011 wurde bekannt, dass Kreayshawn die Regie beim Musikvideo zu The Adventures of Rain Dance Maggie, der ersten Single aus dem Red-Hot-Chili-Peppers-Album I’m with You, führt. Die Band entschied sich jedoch dazu, ein weiteres Musikvideo zu drehen und die ursprüngliche Version nicht zu veröffentlichen.
Kreayshawn wurde als „beste neue Künstlerin“ bei den MTV Video Music Awards 2011 nominiert.

## Diskografie
Alben
- 2012: Somethin’ ’Bout Kreay

Singles
- 2011: Bumpin Bumpin
- 2011: Rich Whores
- 2011: Gucci Gucci
- 2012: Breakfast (Syrup) (feat. 2 Chainz)
- 2012: Go Hard (La La La)
- 2013: Blasé Blasé